# Rusłan Szczerbakow
Rusłan Władimirowicz Szczerbakow, ros. Руслан Владимирович Щербаков (ur. 14 września 1969 w Starej Russie) – rosyjski szachista, arcymistrz od 1993 roku.

## Kariera szachowa
Znaczące sukcesy szachowe zaczął odnosić pod koniec lat 80. XX wieku. W 1989 r. podzielił II m. (za Giennadijem Tunikiem, wspólnie z Maksimem Sorokinem) w Soczi (turniej B). W 1990 r. w Kujbyszewie podzielił I m. (wspólnie z Andriejem Charłowem, Władimirem Kramnikiem i Maksimem Sorokinem) w finale indywidualnych mistrzostw RFSRR, a w 1991 r. był drugi (za Wadimem Rubanem) w Anapie. W 1992 r. podzielił I m. w Bledzie (wspólnie z Drazkiem Sermkiem) oraz podzielił II m. w Katowicach (za Michałem Krasenkowem, wspólnie z m.in. Siemionem Dwojrisem i Walerijem Łoginowem).
W drugiej połowie lat 90. odniósł szereg indywidualnych sukcesów, zwyciężając bądź dzieląc I miejsca m.in.:
- Děčínie (1996, wspólnie z Eduardem Meduną),
- Koszalinie (1996, memoriał Józefa Kochana, wspólnie z Wołodymyrem Małaniukiem, Marcinem Kamińskim i Thomasem Lutherem),
- Polanicy-Zdroju – dwukrotnie w turniejach otwartych memoriałów Akiby Rubinsteina (1996, wspólnie z Spartakiem Wysoczinem(inne języki) oraz 1998, wspólnie z Wołodymyrem Małaniukiem, Wadimem Małachatko, Aleksandrem Waulinem, Andrijem Maksymenką i Jewhenem Mirosznyczenką),
- Nowogrodzie Wielkim (1997, turniej z cyklu Puchar Rosji, wspólnie z Igorem Zacharewiczem i Ildarem Ibragimowem),
- Sankt Petersburgu (1998, memoriał Michaiła Czigorina, wspólnie z Siergiejem Wołkowem),
- Tuli (1999, turniej z cyklu Puchar Rosji, wspólnie z m.in. Pawłem Kocurem, Aleksandrem Łastinem, Władimirem Burmakinem i Jewgienijem Najerem)
- Pardubicach (1999, turniej Komercni Banka, wspólnie z m.in. Walerijem Niewierowem, Walerijem Popowem i Milosem Jirovskim).

W 2002 r. podzielił III m. (za Sarunasem Sulskisem i Krishnanem Sasikiranem, wspólnie z m.in. Ehsanem Ghaemem Maghamim i Siergiejem Owsiejewiczem) w Kalkucie, a w 2006 r. podzielił I m. (wspólnie z m.in. Michele Godeną, Jurijem Drozdowskim, Merabem Gagunaszwilim, Dawidem Arutinianem i Igorem Kurnosowem) w turnieju Aerofłot Open-B w Moskwie.
Najwyższy ranking w karierze osiągnął 1 lipca 1993 r., z wynikiem 2580 punktów dzielił wówczas 76-83. miejsce na światowej liście FIDE, jednocześnie zajmując 18. miejsce wśród rosyjskich szachistów).